# Ceanothus caeruleus
Ceanothus caeruleus là một loài thực vật có hoa trong họ Táo. Loài này được Lag. mô tả khoa học đầu tiên năm 1816.